# دیدارهای فوتبال ایران و استرالیا
تیم ملی ایران و تیم ملی استرالیا تاکنون ۶ بار در مقابل یکدیگر قرار گرفته‌اند. حاصل این بازی ها، ۳ پیروزی برای ایران، ۱ پیروزی برای استرالیا و ۲ تساوی بوده‌است. 
ششمین بازی ایران و استرالیا که در شهر ملبورن استرالیا با تساوی ۲ بر ۲ به پایان رسید برای ایرانیان لذت بیشتری از یک برد داشت و این تساوی باعث صعود ایران به جام جهانی ۱۹۹۸ شد. 
ایران که تا دقیقه ۷۶ با دو گل از حریف خود عقب بود به یکبار در عرض ۴ دقیقه دو گل به ثمر رساند و مسیر خود برای رسیدن به جام جهانی فرانسه را هموار نمود. 
در این بازی ها جمعاً ۱۳ گل به ثمر رسیده‌است که سهم ایران ۷ گل و سهم استرالیا ۶ گل می‌باشد. 
هر شش بازی بین این دو تیم در مسابقات مقدماتی جام جهانی برگزار شده‌است.

## بهترین برد
- بهترین برد تیم ملی ایران در برابر تیم ملی استرالیا کسب نتیجه ۲ بر ۰ می‌باشد که در سال ۱۳۵۲ حاصل شده‌است
- بهترین برد تیم ملی استرالیا نیز برابر تیم ملی ایران با نتیجه ۳ بر ۰ در سال ۱۳۵۲ اتفاق افتاده‌است

## فاصله بین بردها
- بیشترین فاصله‌ای که بین دو برد تیم ملی استرالیا افتاده‌است ۵ بازی می‌باشد (۳ برد برای ایران و دو مساوی)
- تیم ملی ایران تجربه کسب برد در سه بازی متوالی در برابر تیم ملی استرالیا را دارد
- بیشترین فاصله‌ای که بین دو برد تیم ملی ایران افتاده‌است دو بازی می‌باشد (دو مساوی)

## بررسی کلی بازیها
| بردهای ایران    | ۳ بازی |                | گل‌های ایران | ۷ گل                             |        | بازی‌های برگزار شده در ایران | ۳ بازی |
| مساوی           | ۲ بازی | گل‌های استرالیا | ۶ گل        | بازی‌های برگزار شده در کشور بی‌طرف | ۰ بازی |                             |        |
| بردهای استرالیا | ۱ بازی |                |             | بازی‌های برگزار شده در استرالیا   | ۳ بازی |                             |        |
| مجموع بازی‌ها    | ۶ بازی | مجموع گل‌ها     | ۱۳ گل       |                                  |        |                             |        |

## عنوان بازیها
| #   | عنوان بازی        | تعداد بازی | برد ایران | برد استرالیا | مساوی |
| --- | ----------------- | ---------- | --------- | ------------ | ----- |
| ۱   | مقدماتی جام جهانی | ۶          | ۳         | ۱            | ۲     |
| جمع | جمع               | ۶          | ۳         | ۱            | ۲     |

## میزبان و میهمان
| بازیهایی که در ایران برگزار شده‌است       | بازیهایی که در ایران برگزار شده‌است | بازیهایی که در ایران برگزار شده‌است | بازیهایی که در ایران برگزار شده‌است |
| تیم                                      | برد                                | مساوی                              | باخت                               |
| ---------------------------------------- | ---------------------------------- | ---------------------------------- | ---------------------------------- |
| ایران                                    | ۲                                  | ۱                                  | ۰                                  |
| استرالیا                                 | ۰                                  | ۱                                  | ۲                                  |
| بازیهایی که در استرالیا برگزار شده‌است    |                                    |                                    |                                    |
| تیم                                      | برد                                | مساوی                              | باخت                               |
| ایران                                    | ۱                                  | ۱                                  | ۱                                  |
| استرالیا                                 | ۱                                  | ۱                                  | ۱                                  |
| بازیهایی که در کشوری بی‌طرف برگزار شده‌است |                                    |                                    |                                    |
| تیم                                      | برد                                | مساوی                              | باخت                               |
| ایران                                    | ۰                                  | ۰                                  | ۰                                  |
| استرالیا                                 | ۰                                  | ۰                                  | ۰                                  |

## فهرست کلی بازیها
| # | تاریخ     | نتیجه بازی         | شهر / ورزشگاه              | عنوان بازیها           | گلزنان                                                                     |
| - | --------- | ------------------ | -------------------------- | ---------------------- | -------------------------------------------------------------------------- |
| ۶ | ۱۳۷۶/۹/۸  | ایران ۲–۲ استرالیا | ملبورن، ملبورن کریکت گراند | مقدماتی جام جهانی ۱۹۹۸ | کریم باقری (۷۶) – خداداد عزیزی (۷۹) ** هری کیول (۳۲) – آئورلیو ویدمار (۴۸) |
| ۵ | ۱۳۷۶/۹/۱  | ایران ۱–۱ استرالیا | تهران، آزادی               | مقدماتی جام جهانی ۱۹۹۸ | خداداد عزیزی (۳۹) ** هری کیول (۱۹)                                         |
| ۴ | ۱۳۵۶/۹/۴  | ایران ۱–۰ استرالیا | تهران، آریامهر             | مقدماتی جام جهانی ۱۹۷۸ | غفور جهانی (۴۴)                                                            |
| ۳ | ۱۳۵۶/۵/۲۳ | ایران ۱–۰ استرالیا | ملبورن، المپیک پارک        | مقدماتی جام جهانی ۱۹۷۸ | حسن روشن (۷۰)                                                              |
| ۲ | ۱۳۵۲/۶/۲  | ایران ۲–۰ استرالیا | تهران، آریامهر             | مقدماتی جام جهانی ۱۹۷۴ | پرویز قلیچ‌خانی (۱۴-پ و ۳۲)                                                 |
| ۱ | ۱۳۵۲/۵/۲۷ | ایران ۰–۳ استرالیا | سیدنی، سیدنی اسپورت گراند  | مقدماتی جام جهانی ۱۹۷۴ | آدریان آلستون (۴۲) – آتیلا آبونی (۴۶) – پیتر ویلسون (۸۵)                   |

## گلزنان
کلا ۵ بازیکن ایرانی با پیراهن تیم ملی ایران موفق به زدن گل به تیم ملی استرالیا شده‌اند که خداداد عزیزی و پرویز قلیچ‌خانی با زدن ۲ گل بهترین گلزنان ایران در تاریخ جدالهایش با تیم ملی استرالیا است
برای تیم ملی استرالیا نیز ۵ بازیکن مختلف در برابر تیم ملی ایران گلزنی کرده‌اند که هری کیول با دو گل زده بهترین گلزن این تیم در برابر ایران می‌باشد

### گلزنان ایران
- ۲ گل: خداداد عزیزی – پرویز قلیچ‌خانی
- ۱ گل: کریم باقری – غفور جهانی – حسن روشن

### گلزنان استرالیا
- ۲ گل: هری کیول
- ۱ گل: آئورلیو ویدمار – آدریان آلستون – آتیلا آبونی – پیتر ویلسون